# Genialitat

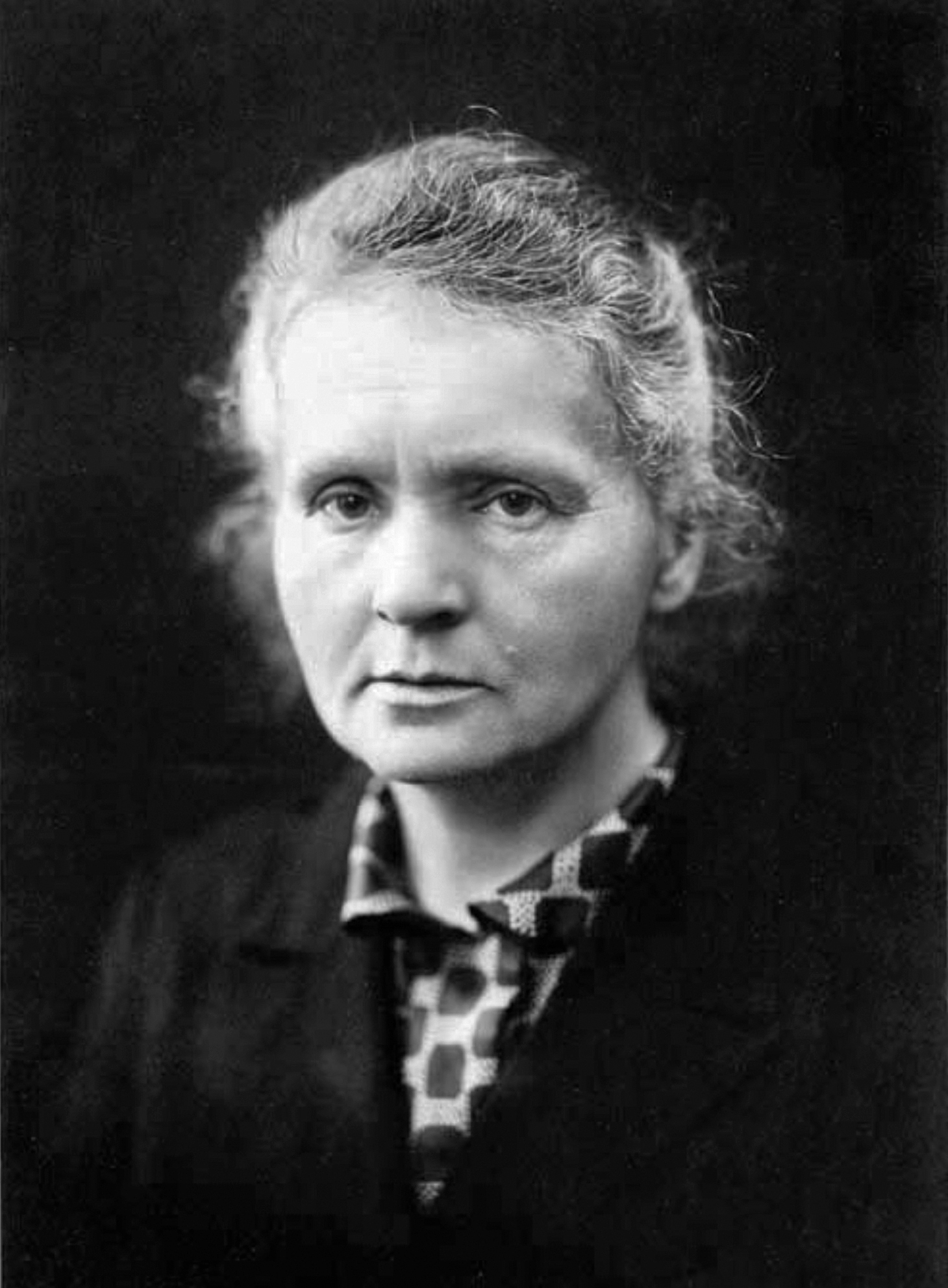
Marie Curie, física i química es considera un geni

La genialitat és una característica relacionada amb una visió original i excepcional en el desenvolupament d'algun art o tasca que supera les expectatives, estableix nous estàndards per al futur, estableix millors mètodes o està per sobre de les capacitats dels competidors. El geni està associat amb la capacitat intel·lectual i la productivitat creativa. El terme geni també es pot utilitzar per referir-se a persones caracteritzades per ser polímates que destaquen en moltes matèries.
No hi ha una definició científicament precisa del geni. Quan es fa servir per referir-se a la característica, el geni s'associa amb el talent, però diversos autors com Cesare Lombroso i Arthur Schopenhauer distingeixen sistemàticament aquests termes. Walter Isaacson, biògraf de molts genis coneguts, explica que encara que tenir una alta intel·ligència pugui ser un requisit previ, el tret més comú que defineix realment un geni pot ser l'extraordinària capacitat d'aplicar la creativitat i el pensament imaginatiu a gairebé qualsevol situació.

## Etimologia

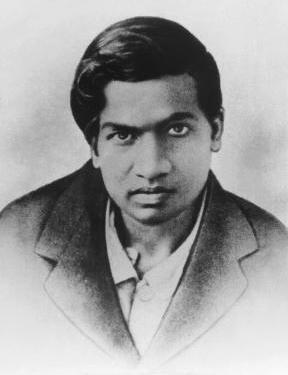
Srinivasa Ramanujan, un matemàtic que és considerat com un geni. Va fer contribucions substancials a les matemàtiques malgrat la poca formació formal.

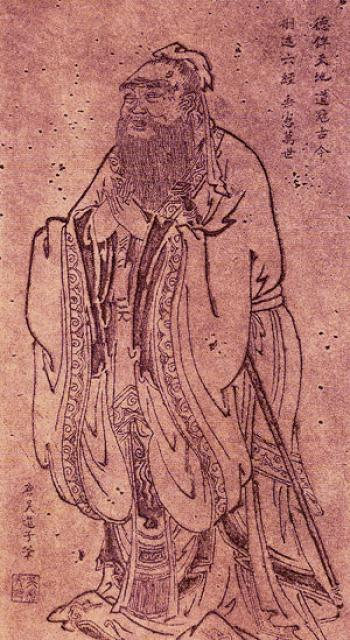
Confuci, un dels pensadors més influents del món antic i el filòsof xinès més famós, sovint és considerat un geni.

A l'antiga Roma, el geni (plural en llatí genii) era l'esperit guia o la divinitat tutelar d'una persona, família (gens) o lloc (genius loci). El substantiu està relacionat amb els verbs llatins "gignere" (engendrar, engendrar) i "generar" (engendrar, generar, procrear), i deriva directament de la seva deriva indoeuropea: "ǵenh" (produir, engendrar, parir). Com que els èxits d'individus excepcionals semblaven indicar la presència d'un geni especialment poderós, a l'època d'August, la paraula va començar a adquirir el seu significat secundari d'"inspiració, talent". El terme geni va adquirir el seu sentit modern al segle XVIII i és una combinació de dos termes llatins: geni, com anteriorment, i Ingenium, un substantiu relacionat que fa referència a les nostres disposicions innates, talents i naturalesa innata. Començant a barrejar els conceptes del diví i del talent, l'article de l'Encyclopédie sobre el geni (génie) descriu un geni com una persona "l'ànima de la qual és més expansiva i influenciada pels sentiments de tots els altres; interessada per tot el que és a la natura que mai rebrà una idea a menys que evoqui un sentiment; tot l'excita i sobre seu no es perd res".

## Desenvolupament històric

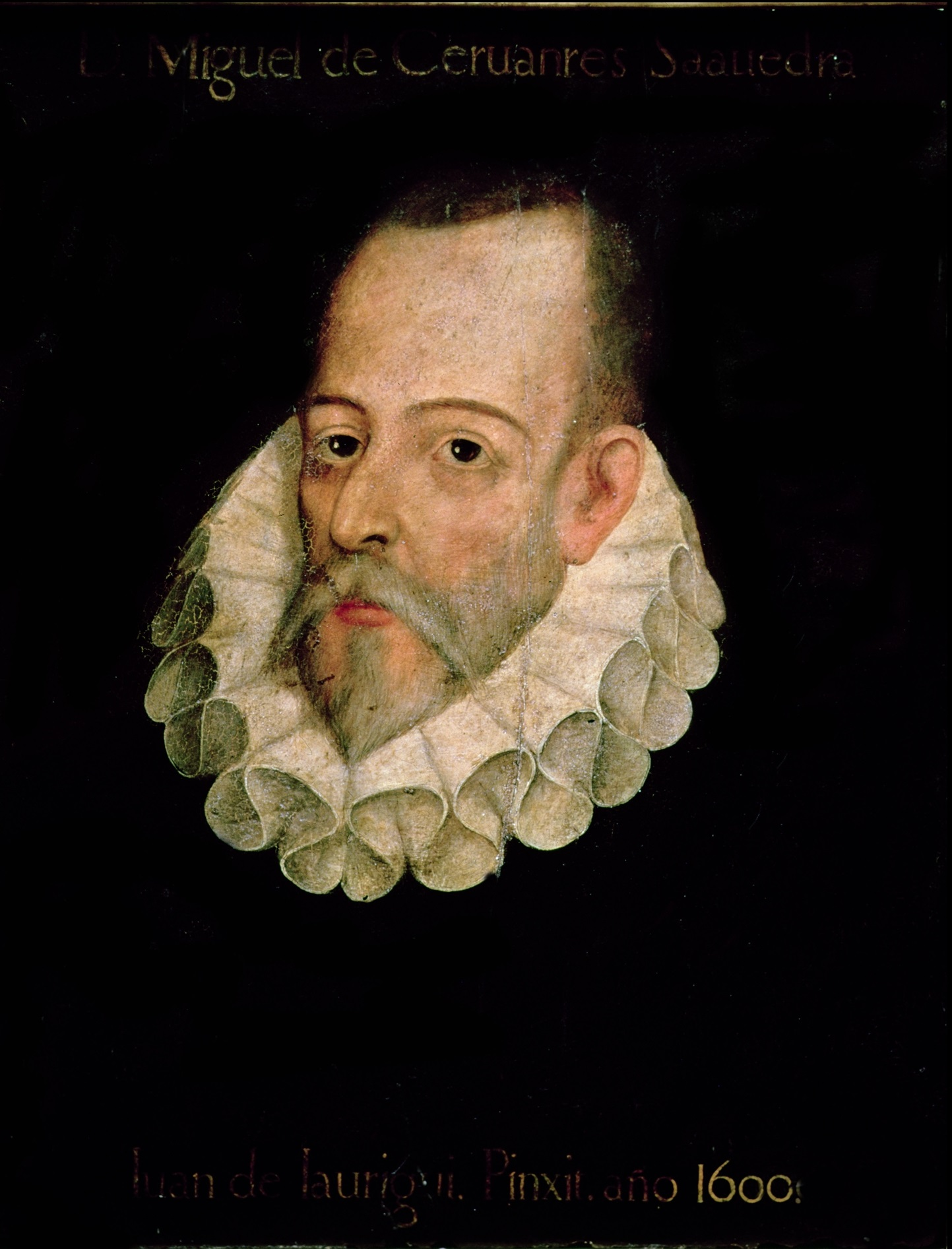
Miguel de Cervantes, novel·lista reconegut com un geni literari

### Galton
L'avaluació de la intel·ligència va ser iniciada per Francis Galton (1822–1911) i James McKeen Cattell. Havien defensat l'anàlisi del temps de reacció i l'agudesa sensorial com a mesures d'"eficiència neurofisiològica" i l'anàlisi de l'agudesa sensorial com a mesura de la intel·ligència.
Galton és considerat el fundador de la psicometria. Va estudiar el treball del seu mig cosí gran Charles Darwin sobre l'evolució biològica. A partir de la hipòtesi que l'eminència s'hereta dels avantpassats, Galton va fer un estudi de famílies de persones eminents a Gran Bretanya, i el va publicar el 1869 amb el títol de Geni hereditari. Les idees de Galton es van elaborar a partir del treball de dos pioners de l'estadística de principis del segle XIX: Carl Friedrich Gauss i Adolphe Quetelet. Gauss va descobrir la distribució normal (corba en forma de campana): donat un gran nombre de mesures de la mateixa variable en les mateixes condicions, varien a l'atzar des d'un valor més freqüent, la "mitjana", fins a dos valors menys freqüents amb diferències màximes superiors i inferiors al valor més freqüent. Quetelet va descobrir que la corba en forma de campana s'aplicava a les estadístiques socials recopilades pel govern francès en el curs dels seus processos normals sobre un gran nombre de persones que passaven pels tribunals i l'exèrcit. El seu treball inicial en criminologia el va portar a observar que "com més gran és el nombre d'individus observats, més s'esborren les peculiaritats...". Aquest ideal del qual s'esborraven les peculiaritats es va convertir en "l'home mitjà".
Galton es va inspirar en Quetelet per definir l'home mitjà com "un esquema normal complet"; és a dir, si hom combina les corbes normals de cada característica humana mesurable, en teoria, percebrem una síndrome a cavall de "l'home mitjà" i flanquejada per persones diferents. En contrast amb Quetelet, l'home mitjà de Galton no era estadístic sinó només teòric. No hi havia cap mesura de la mitjana general, només un gran nombre de mitjanes molt específiques. Amb l'objectiu de descobrir una mesura general de la mitjana, Galton va mirar les estadístiques educatives i va trobar corbes de campana en els resultats de proves de tota mena; inicialment en les notes de matemàtiques per a l'examen final d'honor i en les puntuacions de l'examen d'accés a Sandhurst.
El mètode de Galton a Hereditary Genius era comptar i avaluar els parents eminents d'homes eminents. Va trobar que el nombre de parents eminents era més gran amb un grau de parentiu més proper. Aquest treball es considera el primer exemple d'⁣historiometria, un estudi analític del progrés humà històric. L'obra és controvertida i ha estat criticada per diversos motius. Aleshores, Galton va partir de Gauss d'una manera que es va convertir en crucial per a la història del segle XX dC. La corba en forma de campana no era aleatòria, va concloure. Les diferències entre la mitjana i l'extrem superior es van deure a un factor no aleatori, la "capacitat natural", que va definir com "aquelles qualitats d'intel·lecte i disposició, que impulsen i qualifiquen els homes per dur a terme actes que porten a la reputació... una naturalesa que, tota sola, s'impulsarà per un estímul inherent, pujarà pel camí que porta a l'eminència". L'aparent aleatorietat de les puntuacions es va deure a l'aleatorietat d'aquesta habilitat natural en el conjunt de la població, en teoria.
Les crítiques inclouen que l'estudi de Galton no té en compte l'impacte de l'estatus social i la disponibilitat associada de recursos en forma d'herència econòmica, el que significa que l'"eminència" o el "geni" heretats es poden obtenir a través de l'entorn enriquit que proporcionen les famílies riques. Galton va continuar desenvolupant el camp de l'eugenèsia. Galton va intentar controlar l'herència econòmica comparant els nebots adoptats dels pares, que tindrien l'avantatge de la riquesa sense estar tan estretament relacionats amb els pares com els fills amb els seus pares, amb els fills biològics d'individus eminents.

## Psicologia

Stanley Kubrick, considerat un geni del cinema

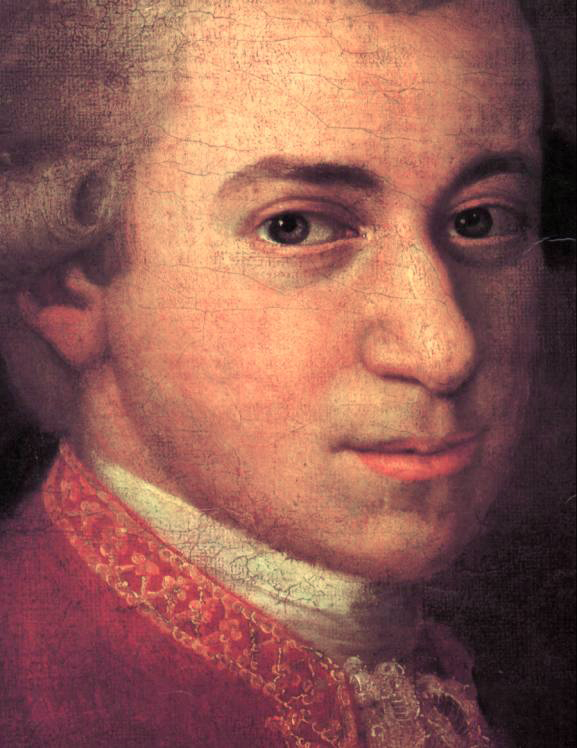
Wolfgang Amadeus Mozart és considerat un prodigi i geni de la música

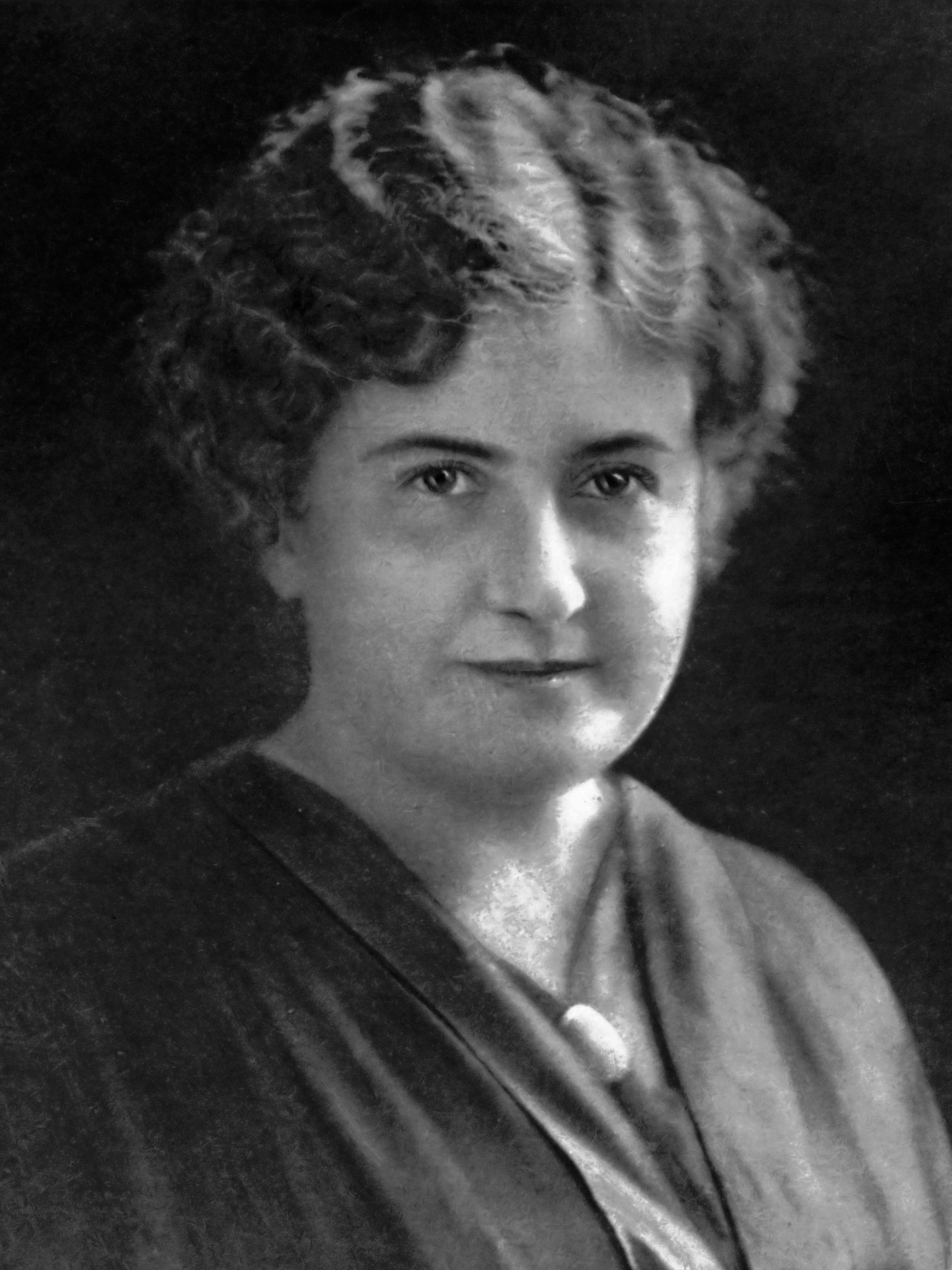
La pedagoga i científica Maria Montessori es considera un geni.

El geni s'expressa en diverses formes com matemàtiques, literatura o interpretacions musicals. Les persones considerades genis tendeixen a tenir una forta intuïció sobre els seus dominis. Carl Rogers, fundador de la psicologia humanista, amplia la idea d'un geni que confia en la seva intuïció en un camp determinat. Exposa que "El Greco, per exemple, s'ha d'haver adonat mentre mirava alguns dels seus primers treballs, que "els bons artistes no pinten així". Però d'alguna manera confiava prou en la seva pròpia experiència de la vida, el procés de si mateix, com per poder continuar expressant les seves pròpies percepcions úniques. Era com si pogués dir: "Els bons artistes no pinten així, però jo pinto així". O per passar a un altre camp, Ernest Hemingway segurament era conscient que "els bons escriptors no escriuen així". Però, afortunadament, va decidir ser Hemingway, ser ell mateix, més que cap a la concepció d'una altra persona d'un bon escriptor."
Diverses persones considerades com a genis han estat o van ser diagnosticades amb trastorns mentals, per exemple Vincent van Gogh, Virginia Woolf, John Forbes Nash Jr., i Ernest Hemingway. S'ha assenyalat que hi ha una connexió entre la malaltia mental, en particular l'esquizofrènia i el trastorn bipolar, i el geni. Els individus amb trastorn bipolar i trastorn esquizotípic de la personalitat, el darrer dels quals és més freqüent entre els familiars d'esquizofrènics, tendeixen a mostrar una creativitat elevada.
En un estudi de 2010 fet a l'Institut Karolinska, es va observar que els individus altament creatius i els esquizofrènics tenen una densitat més baixa de receptors D2 de dopamina talàmica. Un dels investigadors va explicar que "menys receptors D2 al tàlem probablement significa un menor grau de filtrat del senyal i, per tant, un major flux d'informació del tàlem". Aquest podria ser un possible mecanisme darrere de la capacitat de persones sanes altament creatives per veure nombroses connexions poc habituals en una situació de resolució de problemes i les estranyes associacions que tenen els esquizofrènics.

### Coeficient intel·lectual

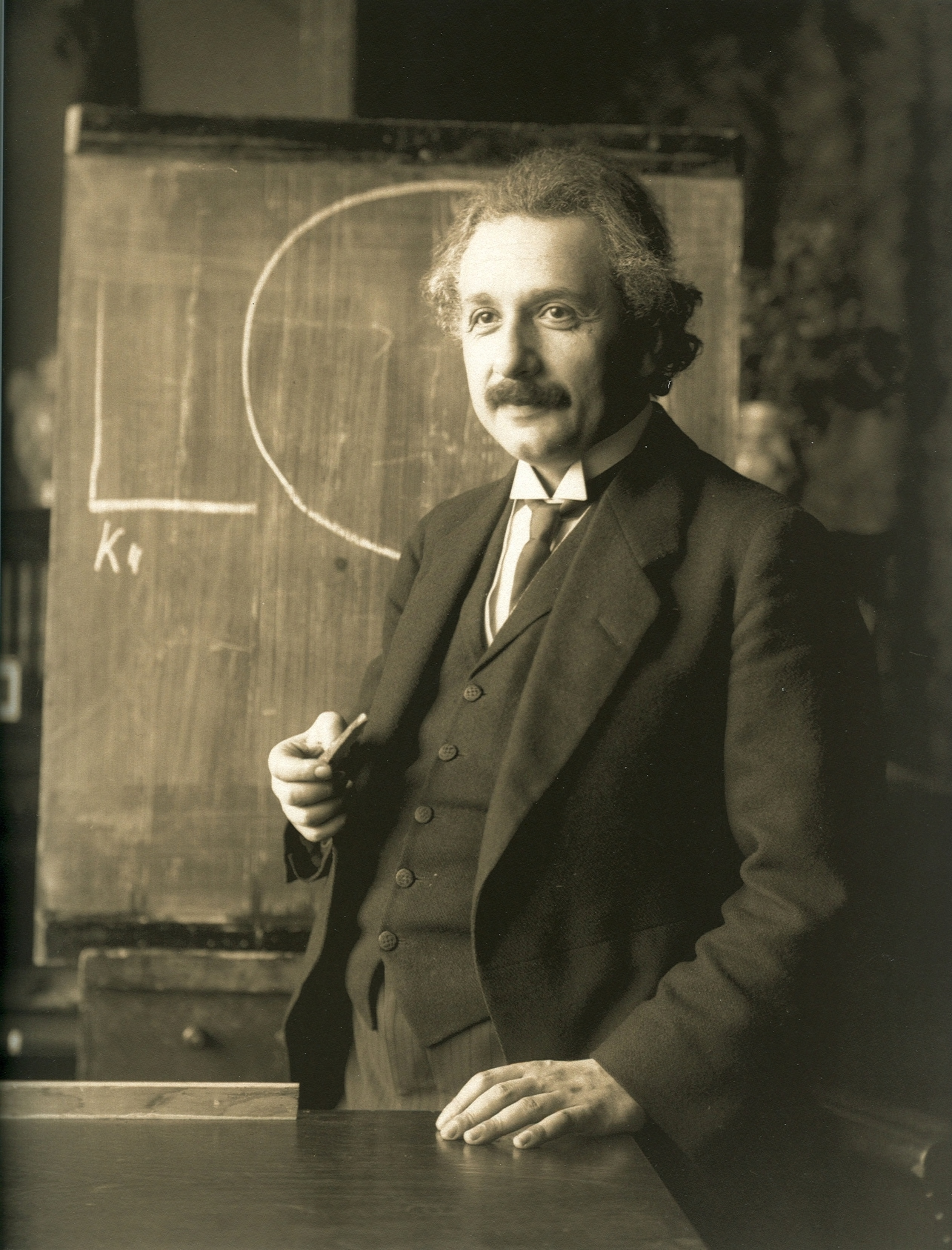
Albert Einstein, físic teòric que és considerat un geni

Galton va ser un pioner a investigar tant els èxits humans eminents com les proves mentals. En el seu llibre Hereditary Genius, escrit abans del desenvolupament de les proves de coeficient intel·lectual, va proposar que les influències hereditàries en els assoliments eminents són fortes i que l'eminència és rara a la població general. Lewis Terman va establir "prop de geni o geni" com a etiquetes de classificació per a la classificació més alta a la seva versió de 1916 de la prova de Stanford-Binet. El 1926, Terman va començar a publicar un estudi d'escolars de Califòrnia als quals els seus professors d'escola van derivar per a fer proves de coeficient intel·lectual, anomenat Genetic Studies of Genius, que va dur a terme durant la resta de la seva vida. Catherine M. Cox, una col·lega de Terman, va escriure un llibre sencer, The Early Mental Traits of 300 Geniuses, publicat com el volum 2 de la sèrie de llibres The Genetic Studies of Genius, en el qual analitzava dades biogràfiques sobre genis històrics. Tot i que les seves estimacions de les puntuacions de coeficient intel·lectual infantil de figures històriques que mai van fer proves de coeficient intel·lectual han estat criticades per motius metodològics, l'estudi de Cox va ser exhaustiu a l'hora d'intentar esbrinar què és el que més importa a banda del coeficient intel·lectual per convertir-se en un geni. A la segona revisió de la prova de Stanford-Binet de 1937, Terman ja no utilitzava el terme "geni" com a classificació de coeficient intel·lectual, ni tampoc va fer cap prova de coeficient intel·lectual posterior. L'any 1939, David Wechsler va comentar específicament que "estem dubtants a l'hora d'anomenar una persona geni sobre la base d'una única puntuació de la prova d'intel·ligència".
L'estudi longitudinal de Terman a Califòrnia finalment va proporcionar proves històriques sobre com es relaciona el geni amb les puntuacions de coeficient intel·lectual. Molts alumnes de Califòrnia van ser enviats a reforçar els estudis pels professors d'escola. Dos alumnes que van estar a punt de ser inclosos en l'estudi però finalment foren rebutjats per les seves puntuacions baixes de coeficient intel·lectual, van acabar guanyant el premi Nobel de física, William Shockley, i Luis Walter Alvarez. Basat en les troballes històriques de l'estudi de Terman i en exemples biogràfics com Richard Feynman, que tenia un coeficient intel·lectual autoinformat de 125 i va guanyar el Premi Nobel de física i es va fer conegut com un geni, la visió actual dels psicòlegs i altres estudiosos del geni és que per a ser un geni és necessari tenir un nivell mínim de coeficient intel·lectual aproximadament de 125, però no és suficient, i s'ha de combinar amb característiques de la personalitat com l'empenta i la persistència, a més de les oportunitats necessàries per al desenvolupament del talent. Per exemple, en un capítol d'un volum editat sobre assoliments, l'investigador de coeficient intel·lectual Arthur Jensen va proposar un model multiplicatiu de geni que consistia en una gran capacitat, alta productivitat i alta creativitat. El model de Jensen va ser motivat per la constatació que l'assoliment eminent està molt esbiaixat positivament, una troballa coneguda com a llei de Price i relacionada amb la llei de Lotka.
Hi ha associacions d'individus amb alt coeficient intel·lectual. La més famosa i més gran és Mensa International, però també existeixen moltes altres organitzacions més selectives, com Intertel, Triple Nine Society, Prometheus Society i Mega Society.

## Filosofia

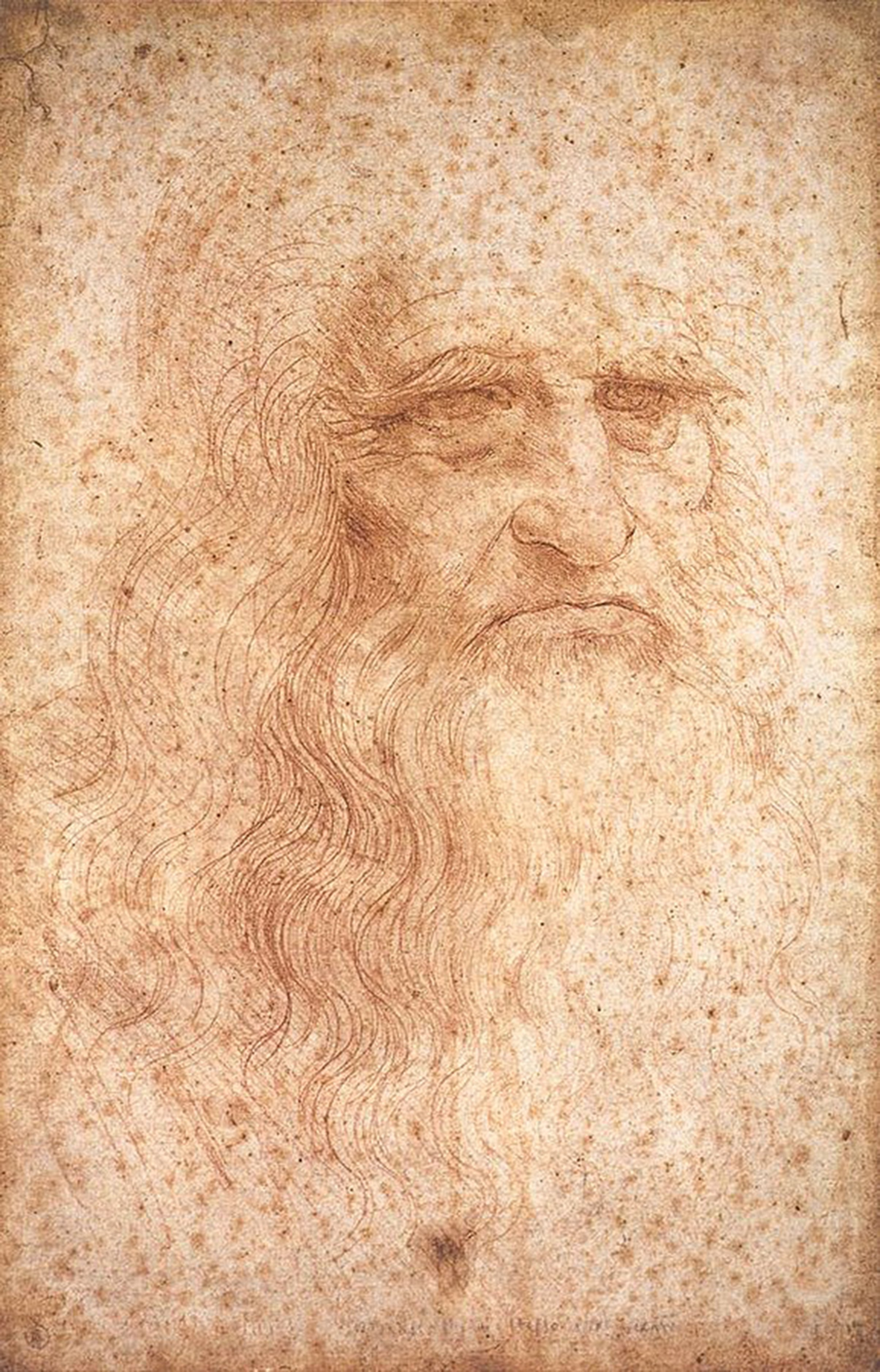
Leonardo da Vinci és reconegut com un geni i un polímata.

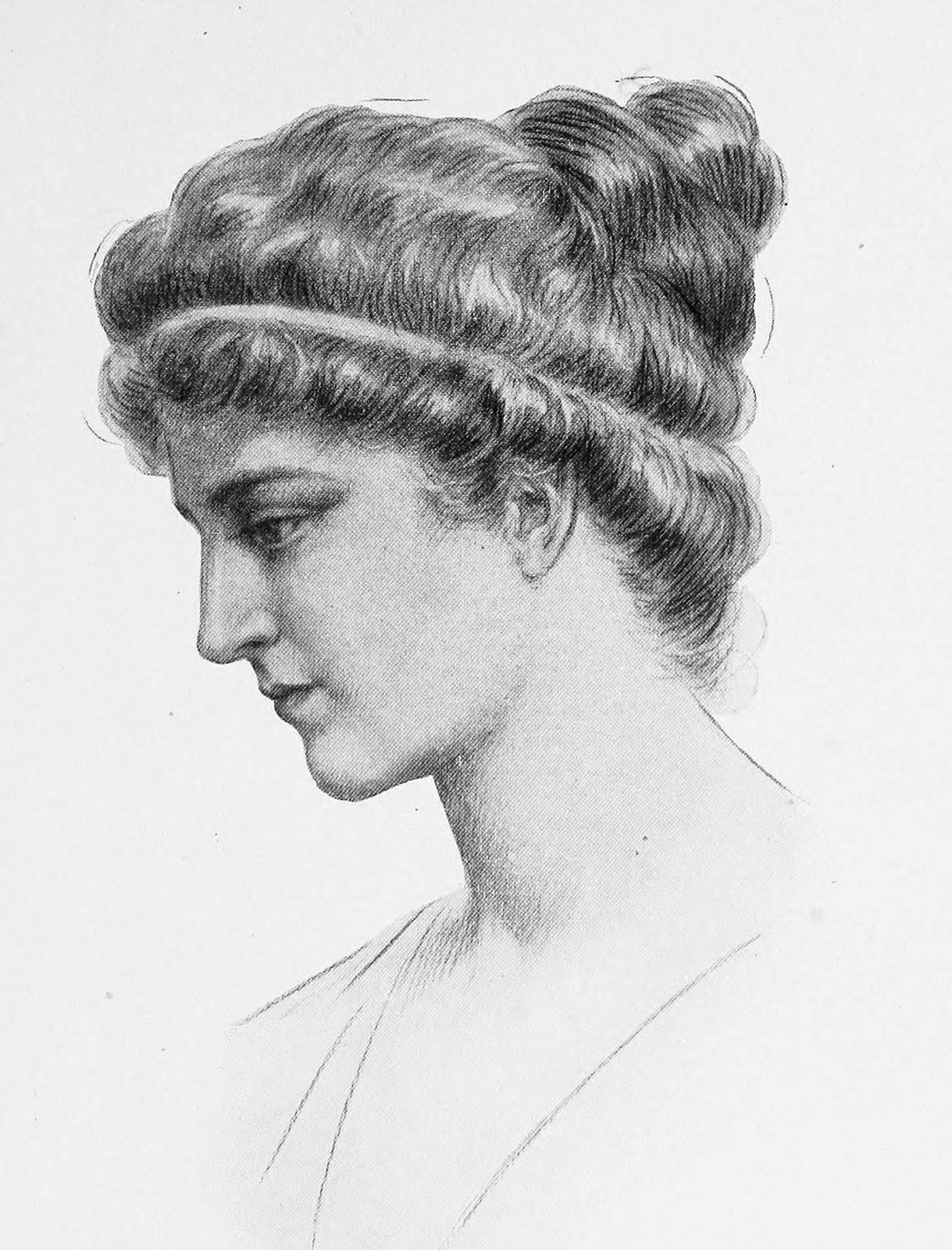
Hipàcia (nascuda cap al 350-370 i morta el 415) fou una filòsofa, astrònoma i matemàtica hel·lenística neoplatònica d'Alexandria considerada un geni. Aquí, en una il·lustració de principis del.

Diversos filòsofs han proposat definicions de què és un geni i què implica en el context de les seves teories filosòfiques.
En la filosofia de David Hume, la manera com la societat percep el geni és semblant a la manera com la societat percep els ignorants. Hume afirma que una persona amb característiques de geni és vista com una persona desconnectada de la societat, així com una persona que treballa a distància, lluny de la resta del món.
| «                                                         | "En canvi, el simple ignorant és encara més menyspreat; tampoc hi ha res més segur d'un geni illiberal en una època i nació on les ciències floreixen, que considerar que està completament desproveït de tot gust pels nobles entreteniments. Se suposa que el personatge més perfecte es troba entre aquests extrems; mantenir la mateixa capacitat i gust pels llibres, l'empresa i els negocis; conservant en la conversa aquell discerniment i delicadesa que sorgeixen de les cartes educades; i en els negocis, aquella probitat i precisió que són el resultat natural d'una filosofia justa." | » |
| — David Hume, Una investigació sobre la comprensió humana | |   |

En la filosofia d'Immanuel Kant, el geni és la capacitat d'arribar i comprendre de manera independent conceptes que normalment haurien de ser ensenyats per una altra persona. Per a Kant, l'originalitat era allò essencial del geni. Les obres d'art del geni kantià també es caracteritzen per la seva exemplaritat que és imitada per altres artistes i serveix de regla per a altres judicis estètics. Aquest geni és un talent per produir idees que es poden qualificar de no imitatives. La discussió de Kant sobre les característiques del geni està en gran part continguda a la Crítica del judici i va ser ben rebuda pels romàntics de principis del segle xix. A més, gran part de la teoria del geni de Schopenhauer, particularment pel que fa al talent i la llibertat de la restricció, es deriva directament dels paràgrafs de la part I de la Crítica del judici de Kant.
| «                                   | "El geni és un talent per produir alguna cosa per al qual no es pot donar cap regla determinada, ni una predisposició que consisteixi en una habilitat per a alguna cosa que es pugui aprendre seguint alguna regla o altra." | » |
| — Immanuel Kant, Crítica del judici | |   |

En la filosofia d'Arthur Schopenhauer, un geni és algú en qui l'intel·lecte predomina sobre la «voluntat» molt més que dins de la persona mitjana. En l'estètica de Schopenhauer, aquest predomini de l'intel·lecte sobre la voluntat permet al geni crear obres artístiques o acadèmiques que són objectes de contemplació pura i desinteressada, el principal criteri de l'experiència estètica per a Schopenhauer. El seu allunyament de les preocupacions mundanes significa que els genis de Schopenhauer sovint no s'adapten a actuar com els altres davant les preocupacions més mundanes; en paraules de Schopenhauer, cauen al fang mentre miren les estrelles, una al·lusió al diàleg de Plató Teetet, en què Sòcrates parla de Tales de Milet, el primer filòsof ridiculitzat per caure en aquestes circumstàncies. Com diu al volum 2 de El món com a voluntat i representació, "El talent arriba a un objectiu que ningú més pot arribar; el geni arriba a un objectiu que ningú més pot veure."
En la filosofia de Thomas Carlyle, el geni és definit (a Passat i present) com «el do inspirat de Déu»; l'"Home de Geni" posseeix "la presència del Déu Altíssim en un home". Les accions de l'"Home del geni" poden manifestar-se de diverses maneres: en la seva "capacitat transcendent d'afrontar problemes", en què "pot discernir la bellesa" de les coses" com ho fa un poeta o pintor, o en què té "un poder de pensar original". D'acord amb la seva teoria del Gran Home, Carlyle considerava individus com Odin, Guillem I d'Anglaterra i Frederic el Gran com "Homes de geni".
En la filosofia de Bertrand Russell, el geni implica que un individu posseeix qualitats i talents únics que fan que el geni sigui especialment valuós per a la societat en què opera, un cop se li dona l'oportunitat de contribuir en la societat. La filosofia de Russell sosté a més, però, que és possible que aquests genis siguin aixafats en la seva joventut i es perdin per sempre quan l'entorn que els envolta no simpatitza amb els seus trets potencials desadaptatius. Russell va rebutjar la idea que creia popular durant la seva vida que "el geni sortirà".

## Literatura i cultura pop
Els genis són retratats de diverses maneres en la literatura i al cinema, tant coma protagonistes com antagonistes, i poden ser l'heroi o el dolent de la història. A la cultura pop, el geni es representa sovint de manera estereotipada com el geni de la saviesa o el geni torturat.
Tant a la literatura com a les pel·lícules, el personatge de geni torturat sovint es veu com un heroi imperfecte o tràgic que lluita amb la càrrega d'una intel·ligència superior, arrogància, excentricitats, addicció, incomoditat, problemes de salut mental, manca d'habilitats socials, aïllament o altres inseguretats. Experimenten regularment crisis existencials, lluiten per superar els reptes personals per utilitzar les seves habilitats especials per al bé o sucumbir als seus propis defectes i vicis tràgics. Aquest motiu comú repetit al llarg de la ficció és notablement present en els personatges del doctor Bruce Banner a Hulk i el doctor Henry Jekyll en L'estrany cas del doctor Jekyll i el senyor Hyde, entre d'altres. Encara que no són tan extrems, altres exemples de caracteritzacions literàries i fílmiques de l'estereotip del geni torturat, en diferents graus, inclouen Sherlock Holmes, Wolfgang Amadeus Mozart a Amadeus, Dr. John Nash a A Beautiful Mind, Leonardo da Vinci a Da Vinci's Demons, El doctor House a House, Will Hunting a Good Will Hunting i el doctor Sheldon Cooper a The Big Bang Theory.
Una de les rivalitats a nivell de geni més famoses que hi ha a la ficció literària és entre Sherlock Holmes i el professor Moriarty; aquest darrer personatge també identificat com l'arquetip modern d'un geni malvat.

## Genis catalans
El 2018 es va dur a terme una exposició sobre els genis catalans al Palau Robert creada per la Welcome Talent Society de Barcelona. La mostra identificava l'escriptor i místic Ramon Llull, l'escriptor Jacint Verdaguer i la científica Anna Veiga com a genis catalans. Un any després una altra exposicó al CaixaForum de Palma reivindicava dones genials com l'escriptora Ana María Matute, la pedagoga Maria Montessori, l'acadèmica Carme Riera, la sindicalista Aurora Picornell, l'emprenedora Catalina Homar, l'advocada Francisca Mas, la cantant Conche Buika i l'escriptora Maria Antònia Oliver.
Altres persones considerades genis catalans en algun llibre o publicació rellevant són els arquitectes Antoni Gaudí, Josep Puig i Cadafalch i Lluís Domènech i Montaner; l'actriu Margarida Xirgu, la cantant Victòria dels Àngels; l'enginyer Narcís Monturiol, l'aviadora Pepa Colomer, l'educadora Rosa Sensat, el metge Josep Trueta, els pintors Salvador Dalí i Joan Miró; el músic Pau Casals; la ballarina Carmen Amaya; el primatòleg Jordi Sabater Pi; el bioquímic Joan Oró; l'explorador Fèlix Cardona, i els escriptors Josep Pla i Mercè Rodoreda.